# Anoplognathus narmarus
Anoplognathus narmarus är en skalbaggsart som beskrevs av Phillip B. Carne 1957. Anoplognathus narmarus ingår i släktet Anoplognathus och familjen Rutelidae. Inga underarter finns listade i Catalogue of Life.